# Emiliano Arias
Emiliano Arias Madariaga (Chillán, 1 de diciembre de 1972) es un abogado chileno, ex Fiscal Regional de O'Higgins.  

## Aspectos biográficos
Emiliano Arias no fue el típico estudiante de Derecho. Era inquieto, pasó por varios colegios en su natal Chillán y decidió ser abogado porque pensaba que le daría libertad. Luego de una ascendente carrera de 15 años en el Ministerio Público, la persecución de casos de financiamiento irregular de la política lo llevaron a tener una exposición pública que nunca sospechó. En 2016, Reportajes de La Tercera publicó un perfil del persecutor en medio de la pugna que sostenía con el Fiscal Nacional, Jorge Abbott. Éste es el retrato de su personalidad.
La madre del exfiscal fue Irma Madariaga tenía cáncer cuando nace en Lonquimay. La madre falleció sólo un mes después y el niño, Emiliano, tuvo que ser criado por su padre, abuela y tías. El viudo, Marcos Arias, regresó a Chillán, su ciudad de origen, junto a sus hijos, para apoyarse en la familia. Dejó a los niños viviendo de lunes a viernes en casa de su madre, Graciela Fernández, en la esquina de Constitución con Yerbas Buenas, para que estuvieran cerca de sus colegios, ya que él se pasaba todo el día trabajando como funcionario de la Empresa de Ferrocarriles del Estado (EFE) y administrando el campo familiar. Antes de que Emiliano cumpliera 10 años, su abuela también falleció, y la tarea de cuidar a todos recayó en una mujer aún mayor, su tía bisabuela Margarita Fernández, que llegaría a bordear el siglo de vida.
Emiliano fue mostrando una personalidad inquieta mientras crecía bajo la mirada protectora de sus hermanos mayores. José Miguel Arias, hoy dedicado a la administración de fundos, era el más próximo en edad. Él recuerda una infancia arriba de los árboles del campo de su padre, rodeados de todo tipo de animales y en la que su hermano chico se cambiaba de colegio constantemente. Tratando de buscar una respuesta para su falta de interés, unos profesores le sugirieron a su padre subirlo de cuarto a sexto básico, porque parecía entender bien las materias. Nada cambió. Al final de su trayectoria básica y media, Emiliano había pasado por siete escuelas y terminado en el Colegio Chillán, que era conocido por su modelo educativo flexible. "Al Colegio Chillán iban puros barrabases a quienes echaban de otros colegios. Recién ahí se halló", cuenta su hermano José Miguel.
Cuando el menor de los Arias contó que quería que ser abogado, hubo cierta sorpresa, pero su padre se mostró muy satisfecho. Graciela, la hermana mayor, era médico y a él "le gustaba la idea de tener un médico y un abogado en la familia", cuenta José Miguel.
Según sus cercanos, un amigo de José Marcos Arias, profesor de historia y geografía, el mayor de los tres hombres, influyó en la decisión. El abogado Eric Mellado a través de sus conversaciones, Arias habría entendido las posibilidades que brindaba el ejercicio del derecho, la libertad de trabajar en diferentes ámbitos y de salir de Chillán. El historiador Luis Igor Antías, compañero de estudios y amigo del hermano profesor de Emiliano Arias, relata que siendo un escolar presentaba gran facilidad para reflexionar sobre historia, era curioso, inquieto y alegre.
En 1993, Emiliano Arias se trasladó a Concepción para estudiar en la Universidad Católica de la Santísima Concepción. Fue compañero de Alex Matute-Johns, cuyo hermano, Jorge, desapareció misteriosamente una noche de fines de 1999. Años después, Arias se encontraría nuevamente con el nombre de Matute-Johns en su revisión del caso SQM, por el vínculo de su sociedad Harold's and John's Business and Law con Asesorías y Negocios, la empresa de Giorgio Martelli, en la denominada precampaña de Michelle Bachelet. Arias habría pedido expresamente no participar de esta arista.
Al terminar la carrera, Arias decidió especializarse en el área penal, porque era una rama más conectada con el mundo real, con menos entelequia jurídica que el área civil o comercial. El profesor que más lo marcó en esa época, y que fue clave en su determinación de convertirse en penalista, fue Enrique Tapia, exministro de la Corte Suprema. Su primer proyecto de memoria lo inició bajo su guía y tenía como tema la Reforma Procesal Penal. En ese proceso de investigación se convenció de que quería ser fiscal. Antes de postular al Ministerio Público en 2001, trabajó cuatro meses en la oficina de derecho tributario de Jorge Caro. Según sus cercanos, se aburrió rápidamente, pero aprendió un par de cosas que le servirían 15 años después, a la hora de enfrentar causas que incluyen delitos de este tipo.
En los primeros seminarios de preparación para los futuros fiscales, Arias trabó amistad con dos abogados que mantienen un rol importante en su vida hasta el día de hoy, aunque por razones opuestas: Pablo Gómez y Manuel Guerra. Los tres se transformarían en fiscales regionales y recibirían la responsabilidad de indagar los casos de investigaciones por financiamiento irregular de la política.

## Carrera profesional
Estudió Derecho en la Universidad Católica de la Santísima Concepción, donde se tituló de abogado. Ingresó al Ministerio Público de Chile en el año 2001, desempeñando inicialmente funciones en como abogado asistente en la Fiscalía Local de Diego de Almagro, en la Región de Atacama y un año después fue nombrado fiscal adjunto en Arica y, con el mismo cargo, el 2003 fue designado a trabajar en Concepción.
Luego de esto, asumió en 2005 como fiscal jefe de Pudahuel, perteneciente a la Fiscalía Regional Metropolitana Occidente. En ese cargo le correspondió participar de las investigaciones de los casos Penta y SQM, así como de ahí otros casos con repercusión pública, como la condena que se obtuvo contra siete exfuncionarios de la Policía de Investigaciones de Chile por corrupción y narcotráfico, y la investigación por el llamado “Robo del Siglo”, en donde nueve individuos robaron 6 mil millones de pesos desde un camión de seguridad en la losa del aeropuerto Arturo Merino Benítez.
A fines del 2010, junto a otros tres fiscales de Santiago, fue amenazado de muerte, por lo que se le dispuso vigilancia policial permanente por parte de Carabineros de Chile. El mismo día que logró la condena en un juicio oral contra unos lautaristas que habían actuado durante una conmemoración del Día del Joven Combatiente, apareció una fotografía suya en internet con una mira en la cabeza y bajando a un ataúd.
Fue designado como Fiscal Regional de O’Higgins en mayo de 2016 por el Fiscal Nacional Jorge Abbott, por lo que quedó a cargo de encabezar las investigaciones del denominado Caso Caval, radicado en dicha jurisdicción. Asimismo, Abbott lo nombró a cargo de las investigaciones del caso Corpesca, donde se investigan delitos tributarios asociados a financiamiento irregular de políticos como Jaime Orpis y Marta Isasi. En abril de 2019, el entonces fiscal de Alta Complejidad de Rancagua, Sergio Moya, dio una entrevista en la que detalló la serie de imputaciones contra Arias, tras lo cual, Abbott lo suspendió de sus funciones y abrió un sumario que quedó en manos del fiscal regional de Antofagasta Alberto Ayala. Luego de la investigación administrativa, se formularon cinco cargos en contra de Arias, tras lo cual Abbott inició un proceso de remoción en contra de Arias, alegando «mal comportamiento y negligencia manifiesta», sin embargo, la Corte Suprema decidió desestimar la remoción por 11 votos contra 3.
Emiliano Arias Madariaga, culmina como Fiscal Regional de la Región de O'Higgins, en mayo de 2024. Es en la actualidad Socio fundador y Abogado Penalista del Estudio Jurídico Arias Navarrete en Santiago de Chile. 
Durante su tiempo en el Ministerio Público, Arias Madariaga lideró investigaciones de alto impacto, colaborando estrechamente con agencias internacionales como el FBI, la DEA y diversas fiscalías y policías de América y Europa. Entre sus casos más destacados se incluyen la desarticulación de redes de tráfico de drogas y personas, la lucha contra la corrupción en instituciones públicas y policiales, y la investigación de delitos de terrorismo con implicaciones transnacionales. Es egresado del Magíster de Derecho Penal de la Empresa y los Negocios de la Universidad de Chile. Ha participado en cursos de perfeccionamiento en Chile y en el extranjero, consolidándose como experto en litigación y en la aplicación de técnicas especiales de investigación. Su trayectoria lo posiciona como uno de los abogados más destacados en la lucha contra el crimen organizado y la corrupción en Chile. También, es Diplomado en Derecho del Medio del medio ambiente de la Universidad de los Andes.